# 硫氰酸镝
硫氰酸镝是一种无机化合物，化学式为Dy(NCS)3。它可由硫氰酸钡和硫酸镝反应生成，六水合物可在含50~55%硫酸的干燥器中结晶得到。其无水物可由水合物在100 mmHg、50 °C下经P2O5干燥得到；六水合物经83~85%硫酸干燥，可以得到三水合物。它和四氢呋喃的配合物[Dy(NCS)3(THF)4]2及二甲基乙酰胺的配合物Dy(NCS)3(DMA)4是已知的。

## 拓展阅读
- Jacinta M. Bakker, Glen B. Deacon, Craig M. Forsyth, Peter C. Junk, Michal Wiecko. . European Journal of Inorganic Chemistry. 2010-06, 2010 (18): 2813–2825  [2022-09-20]. ISSN 1434-1948. doi:10.1002/ejic.201000111 （英语）.